# جائزة المكسيك الكبرى 1970
جائزة المكسيك الكبرى 1970 هو سباق فورمولا 1 أقيم بتاريخ 25 أكتوبر 1970 في مدينة مكسيكو. كان الثالث عشر من أصل 13 في بطولة العالم لسباقات الفورمولا واحد موسم 1970. حلّ البلجيكي جاكي إيكس أولا بينما جاء السويسري كلاي ريجاتسوني في المركز الثاني وحصل على المركز الثالث النيوزلندي ديني هولم.